# Ley de Ferrocarriles de 1921
El Acta de Ferrovías de 1921 (también denominada Acta de Agrupación (ferroviaria)) fue una ley promulgada por el Parlamento inglés bajo el gobierno de David Lloyd George, dirigida a contener las pérdidas de buena parte de las 120 compañías de ferrocarriles del país, sacar al sector ferroviario de la situación de competencia interna en que se hallaban y restablecer algunas de las ventajas que había supuesto el régimen de control público (estatal) sobre los ferrocarriles durante y tras la Primera Guerra Mundial (1914-1918).

## Historia
El sistema ferroviario británico fue desplegado por más de un centenar de compañías ferroviarias, pequeñas y grandes, y frecuentemente (sobre todo a nivel local) en competencia entre sí. Las vías férreas paralelas en la región de East Midlands, y la "guerra" comercial entre la South Eastern Railway y la London, Brighton and South Coast Railway en Hastings son ejemplos de esta competencia local.
Durante la Primera Guerra Mundial, los ferrocarriles pasaron a control estatal y así se mantuvieron hasta 1921. La nacionalización completa fue planteada, y el Acta de 1921 es, en ocasiones, considerada como un primer paso en ese sentido. Sin embargo, el modelo fue rechazado y la nacionalización fue definitivamente descartada tras la Segunda Guerra Mundial, como resultó explícito en el Transport Act 1947 (Acta de Transporte de 1947).
Tras el debate relativo al proyecto de ley de ferrocarriles (Railways Bill) se decidió que las compañías escocesas, inicialmente destinadas a formar un grupo separado, estarían integradas en los grupos centro-norte occidental y oriental, respectivamente, de forma que las tres principales rutas entre Inglaterra y Escocia fueran gestionadas cada una por una única compañía a lo largo de todo su recorrido: la West Coast Main Line (línea principal de la costa occidental) y la Midlands Main Line (línea principal del centro) para el primer grupo, y la East Coast Main Line (línea principal de la costa este) para el segundo.
El preámbulo del Acta de Ferrovías de 1921 establece:

Con la voluntad de reorganizar y proveer un funcionamiento más eficiente y económico del sistema ferroviario de la Gran Bretaña, los ferrocarriles serán organizados en grupos de acuerdo con lo establecido en la presente Acta, y las compañías ferroviarias principales en cada grupo serán integradas, y otras compañías serán absorbidas siguiendo las directrices de esta Acta.

El Acta entró en vigor el 1 de enero de 1921. En esa fecha, la mayor parte de las fusiones previstas ya se habían producido, algunas desde el año anterior. El Railway Magazine, en su edición de febrero de 1923 bautizó las nuevas compañías surgidas de esta ley como "The Big Four of the New Railway Era" (las cuatro grandes de la nueva era del ferrocarril).
Estas Big Four eran:
- London, Midland and Scottish Railway (Ferrocarril de Londres, Centro y Escocia, LMS en sus siglas en inglés)
- Great Western Railway (Ferrocarril del Gran Oeste, GWR en sus siglas en inglés)
- London and North Eastern Railway (Ferrocarril de Londres y Nordeste, LNER en sus siglas en inglés)
- Southern Railway (Ferrocarril del Sur, SR en sus siglas en inglés)

Algunas líneas férreas no se integraron en las Big Four, la mayor parte de ellas siendo gestionadas de forma conjunta por varias de las grandes. Algunas de estas fueron la Midland and Great Northern Joint Railway (Ferrocarril conjunto Centro y Gran Norte, M&GN en inglés, gestionado por LMS y LNER), la mayor de las líneas conjuntas; y la Somerset and Dorset Joint Railway (Ferrocarril conjunto de Somerset y Dorset, S&DJ, explotada por LMS y SR en el suroeste de Inglaterra, quizá la más famosa de las líneas conjuntas. Otras vías al margen de esta concentración fueron líneas de ferrocarril ligero acogidas al Light Railways Act 1896 (Acta de Ferrocarriles Ligeros 1896) y líneas similares, aunque incluso algunas de estas líneas se integraron posteriormente en los grupos. Las líneas que se mantuvieron independientes fueron fundamentalmente aquellas bajo la influencia del ingeniero y gestor ferroviario Holman Fred Stephens.